# 게리 페이턴 2세

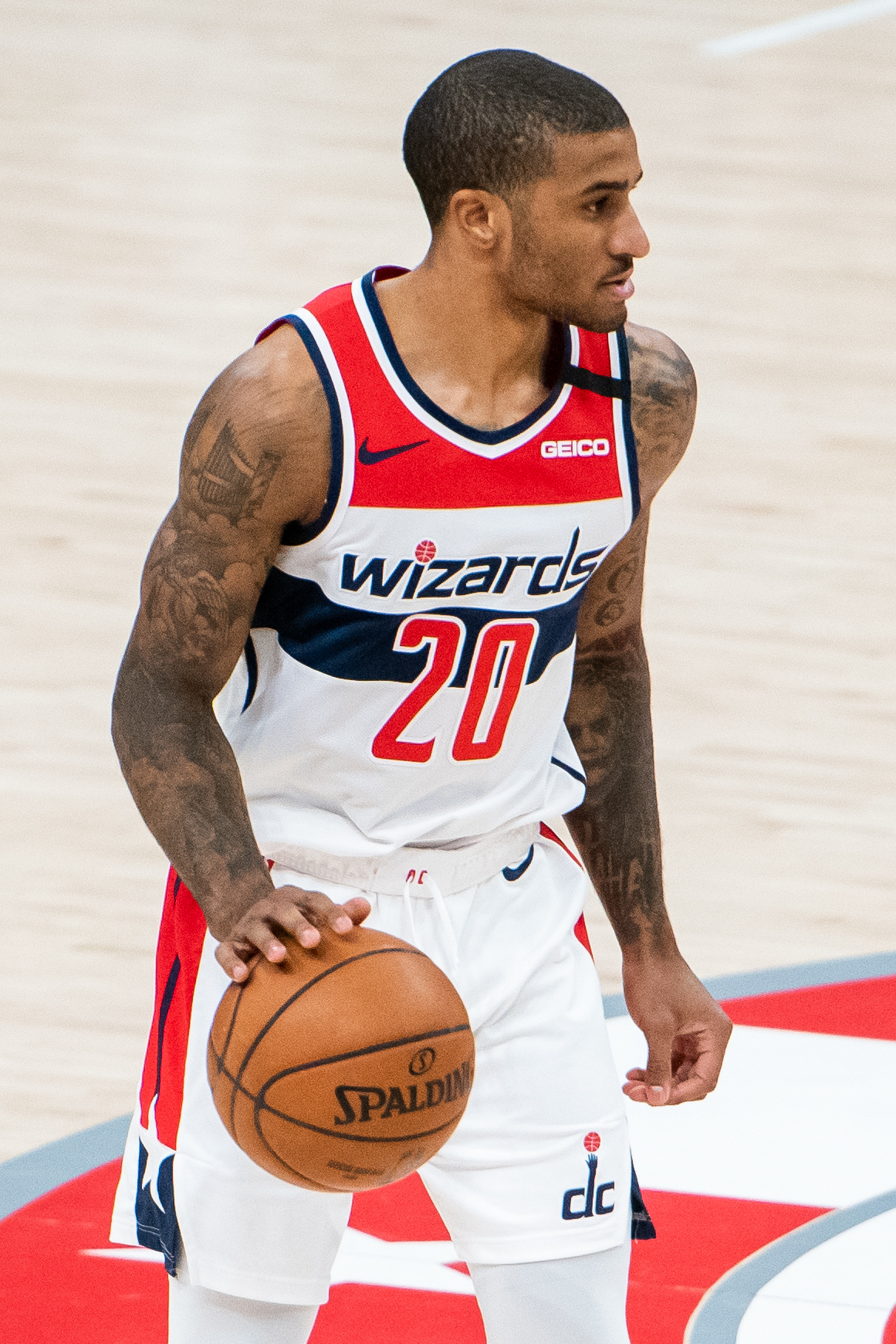
2020년 워싱턴 위저즈에서의 모습

게리 페이턴 2세(Gary Payton II, 본명: 게리 드웨인 페이턴 2세, Gary Dwayne Payton II, 1992년 12월 1일 ~ )는 전미 농구 협회(NBA) 골든스테이트 워리어스의 미국 프로 농구 선수이다. 오리건 스테이트 비버스의 대학 농구 주니어 및 시니어로서 페이턴은 1군 All-Pac-12이자 Pac-12 올해의 수비 선수로 선정되었다. 2022년 워리어스와 함께 첫 NBA 챔피언십을 우승했다.
명예의 전당 헌액자인 게리 페이턴(Gary Payton)의 아들이다. 그는 아버지의 별명 "The Glove"와 관련하여 "영 글러브"(Young Glove)라고도 불린다. 그의 다른 별명은 "The Mitten"이지만 그는 영 글러브를 더 선호한다. 그는 일반적으로 "GP2"라고도 불린다.

## 고등학교 및 대학 경력
페이튼은 시애틀에서 모니크와 게리 페이턴 사이에서 태어났으며 그의 아버지는 시애틀 슈퍼소닉스 (1967년)의 멤버였다. 스프링밸리 고등학교에 다녔으며 2011년 졸업하기 전에 농구에서 2년, 수영에서 1년을 보냈다. 그런 다음 2011-12 시즌 동안 웨스트윈드 예비 아카데미(Westwind Preparatory Academy)에 등록했다.